# Hope (Nuevo México)
Hope es una villa ubicada en el condado de Eddy en el estado estadounidense de Nuevo México. En el Censo de 2010 tenía una población de 105 habitantes y una densidad poblacional de 33,12 personas por km².

## Geografía
Hope se encuentra ubicada en las coordenadas 32°49′3″N 104°44′13″O / 32.81750, -104.73694. Según la Oficina del Censo de los Estados Unidos, Hope tiene una superficie total de 3.17 km², de la cual 3.17 km² corresponden a tierra firme y (0.08%) 0 km² es agua.

## Demografía
Según el censo de 2010, había 105 personas residiendo en Hope. La densidad de población era de 33,12 hab./km². De los 105 habitantes, Hope estaba compuesto por el 94.29% blancos, el 0% eran afroamericanos, el 0% eran amerindios, el 0% eran asiáticos, el 0% eran isleños del Pacífico, el 5.71% eran de otras razas y el 0% pertenecían a dos o más razas. Del total de la población el 26.67% eran hispanos o latinos de cualquier raza.